# Diecéze siedlecká
Diecéze siedlecká (latinsky Dioecesis Siedlecensis, polsky Diecezja siedlecka) je římskokatolická diecéze v Polsku, se sídlem v Siedlci, kde se nachází katedrála Neposkvrněného Početí P. Marie. Je součástí lublinské církevní provincie, je tudíž sufragánní vůči arcidiecézi lublinské. 

## Stručná historie
Po vzniku Kongresového Polska (1815) papež Pius VI. zřídil v roce 1818 podleskou (janówskou) diecézi pro oblast Podlesí. Diecéze nebyla obsazena v letech 1842-1856 a v roce 1867 ji car Alexandr II. zrušil, což nikdy neuznal Svatý Stolec. Roku 1918 byl ihned jmenován diecézní biskup. V roce 1924 byla diecéze přenesena do Siedlce a od roku 1925 nese současné jméno. V rámci reorganizace polské diecézní struktury papež Jan Pavel II. v+ydal dne 25. března 1992 bulu Totus Tuus Poloniae populus, ve které Siedlec podřídil jako sufragánní vůči arcidiecézi lublinské. 
Od roku 2007 je siedlecký biskup zároveň ordinářem pro věřící byzantsko-slovanského ritu v Polsku, což navazuje na starší tradici (1931).